# Sandakada pahana

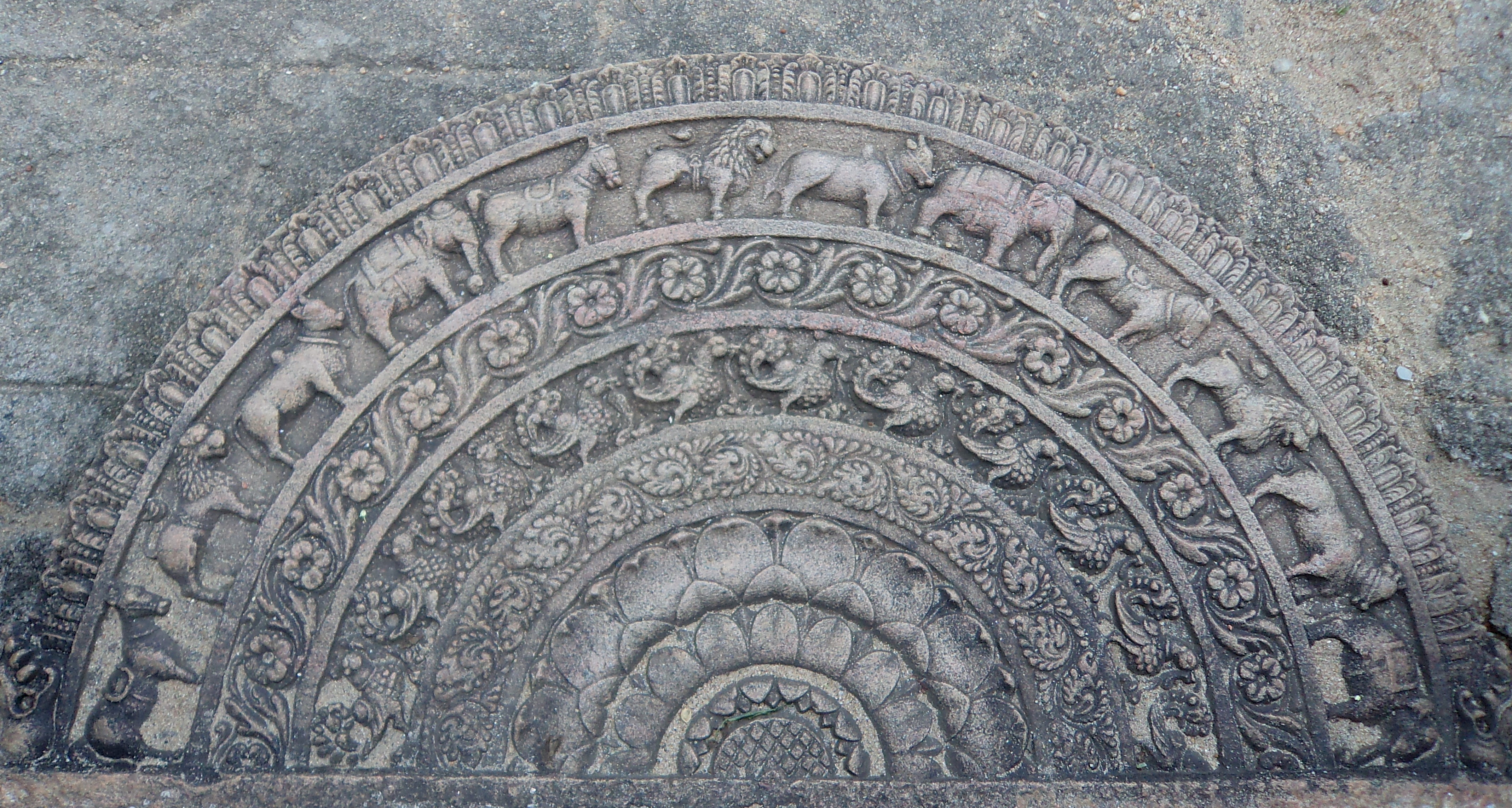
Sandakada pahana z Ridi Vihara, zbudowana w okresie Anuradhapura

Sandakada pahana – charakterystyczny element architektury starożytnej Sri Lanki. Jest to półokrągła, kamienna płyta z misternymi płaskorzeźbieniami, zazwyczaj umieszczana u podstawy schodów lub wejść do budynków. Po raz pierwszy pojawiła się w późnym okresie Anuradhapura, a następnie ewoluowała w okresach Polonnaruwa, Gampola i Kandyan. Według historyków sandakada pahana symbolizuje cykl samsary, czyli nieustannego kręgu narodzin, śmierci i odrodzenia, istotnego w filozofii buddyjskiej.

## Nazwa
W języku syngaleskim obiekt ten znany jest jako sandakada pahana, co w przybliżeniu tłumaczone jest na język angielski jako moonstone (pol. „kamień księżycowy”). Nazwa ta odnosi się do charakterystycznego półkolistego kształtu oraz dekoracyjnego wzornictwa. W starożytnych źródłach, takich jak kronika Mahavamsa oraz palijska kronika Samantapasadika, sandakada pahana określana jest mianem patika.

## Okres Anuradhapura

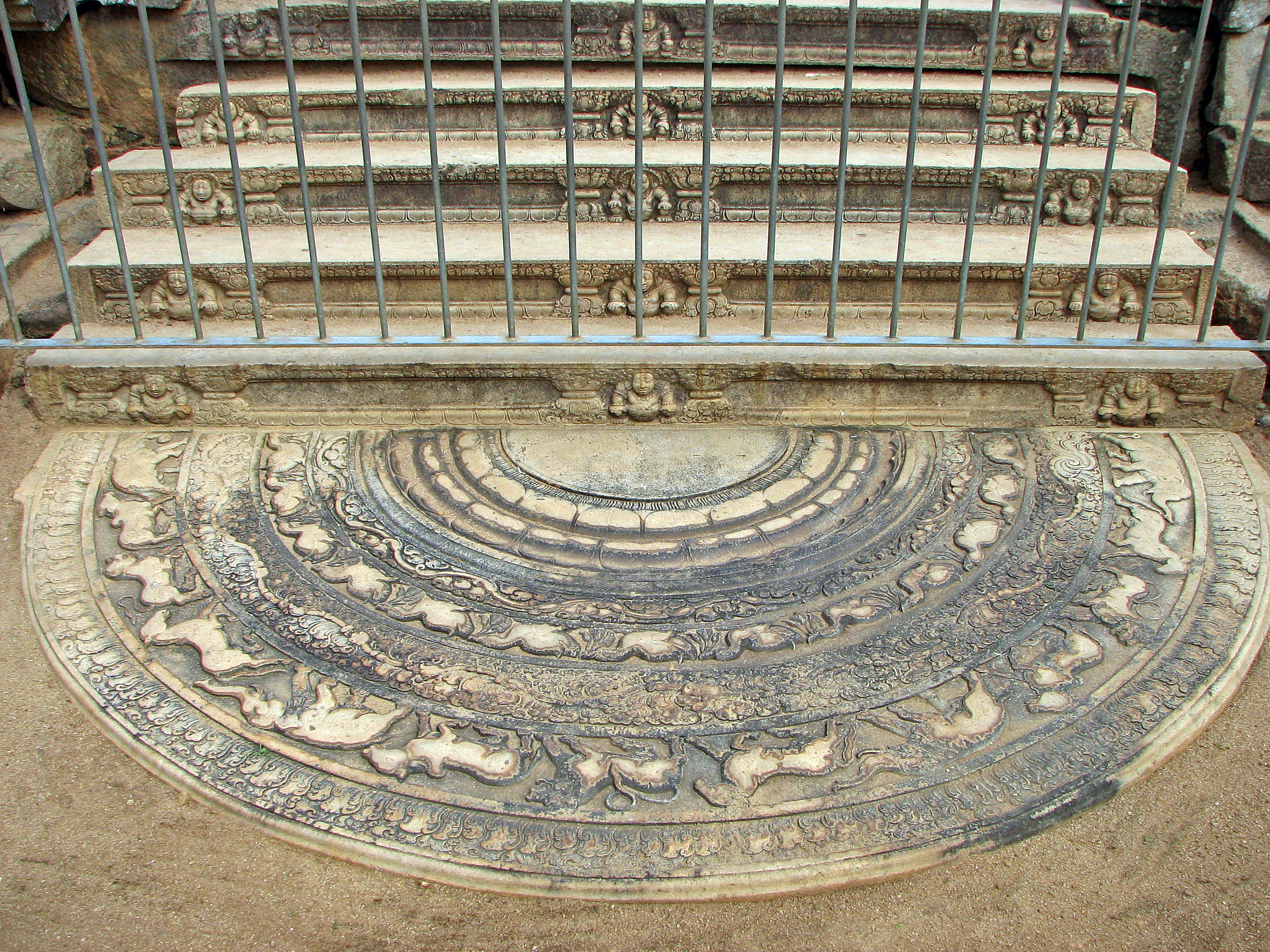
Sandakada pahana z okresu Anuradhapura

Pierwsze sandakada pahany powstały w późnym okresie starożytnego Królestwa Anuradhapury. Początkowo umieszczano je wyłącznie przy wejściach do świątyń buddyjskich.
Rzeźbienia na półokrągłych płytach sandakada pahana cechowały się jednolitością wczesnych wzorców. W centralnej części znajdował się półotwarty kwiat lotosu, otoczony kilkoma koncentrycznymi pasami. Pierwszy z nich przedstawiał procesję łabędzi, za którą znajdował się pas z misternym wzorem roślinnym, znanym jako liyavel (pnącze), symbolizującym pragnienie. Kolejny pas ukazywał cztery zwierzęta: słonia, lwa, konia i byka, ustawione w procesji, interpretowanej jako symbol czterech szlachetnych prawd (Chathurarya sathya) lub czterech etapów życia: narodzin, starości, choroby i śmierci. Najbardziej zewnętrzny pas przedstawiał płomienie.

## Okres Polonnaruwa
Projekt sandakada pahana z okresu Polonnaruwa znacznie różnił się od wzorów charakterystycznych dla okresu Anuradhapura. Pas przedstawiający cztery zwierzęta został usunięty, a postacie słonia, lwa i konia umieszczono w oddzielnych pasach. Najistotniejszą zmianą było wyeliminowanie wizerunku byka z dekoracji. Zmiana ta wiązała się z rosnącym wpływem hinduizmu na Sri Lance w tym okresie, w którym byk uznawany był za zwierzę pomyślności. Modyfikacjom uległa także funkcja sandakada pahana – w przeciwieństwie do wcześniejszej tradycji z czasów okresu Anuradhapura, kiedy to umieszczano je wyłącznie przy wejściach do świątyń buddyjskich, w okresie Polonnaruwa zaczęto je stosować także przy wejściach do innych budynków.

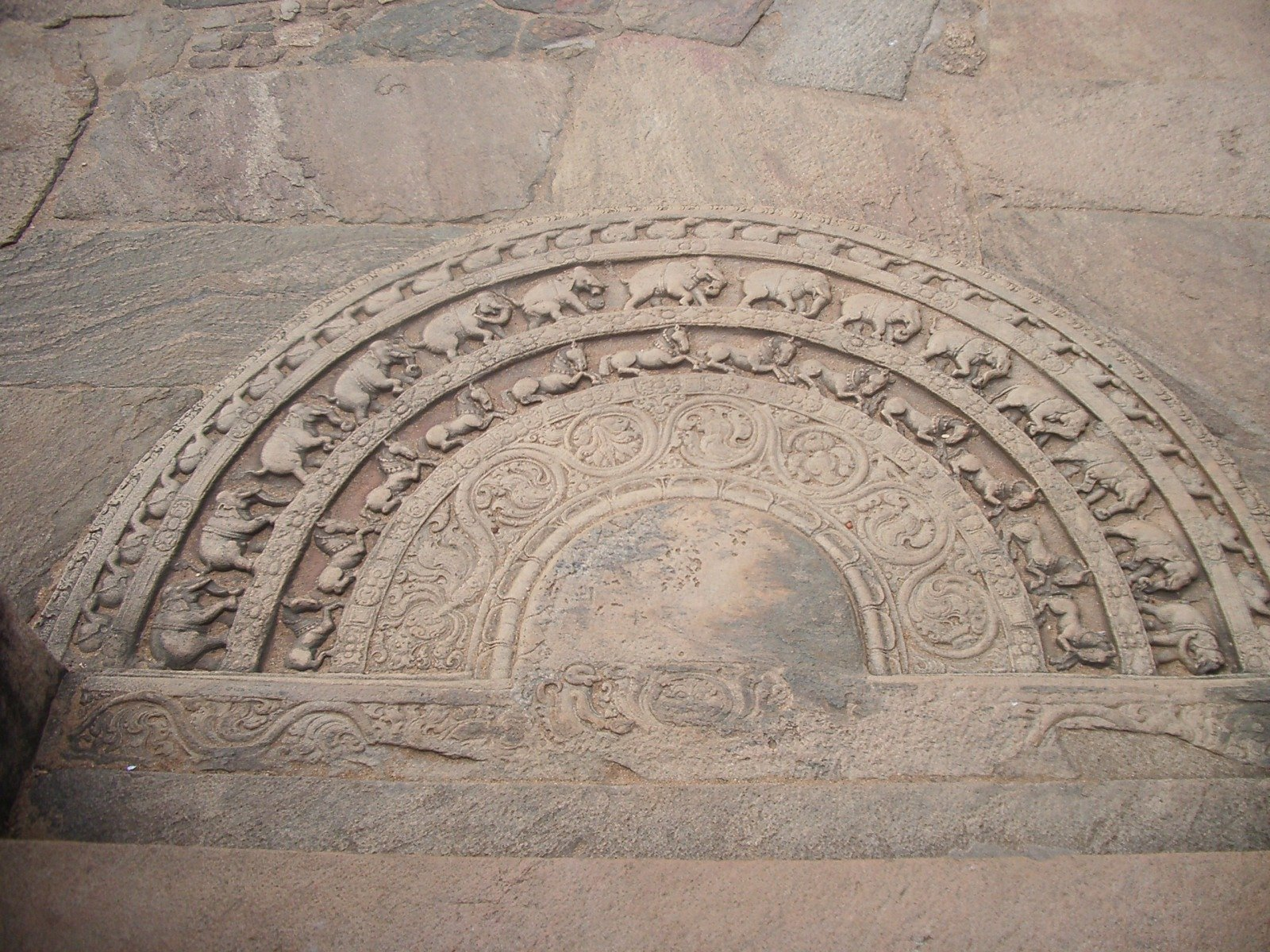
Sandakada pahana przy wejściu do Vatadage w Polonnaruwie (zauważalny brak byka i lwa)

Najazd Radźendry I w 1017 roku n.e. doprowadził do zajęcia znacznej części Sri Lanki przez imperium Ćolów. Kraj pozostawał pod panowaniem Ćolów aż do 1055 roku n.e., a jego kultura została silnie przesiąknięta południowoindyjskimi tradycjami i zwyczajami, w tym religią hinduistyczną. Usunięcie byka z przedstawień na sandakada pahana było związane z jego szczególnym znaczeniem w hinduizmie. Jako wierzchowiec boga Śiwy byk jest tam zwierzęciem czczonym, dlatego jego umieszczanie na powierzchni, po której się chodzi, mogło być postrzegane jako niewłaściwe. Na niektórych kamieniach z tego okresu zrezygnowano również z przedstawienia lwa. Za jeden z najlepszych przykładów sandakada pahany z okresu Polonnaruwa uznaje się kamień znajdujący się przy północnym wejściu do Vatadage w Polonnaruwie.

## Okresy Kandy i Gampola

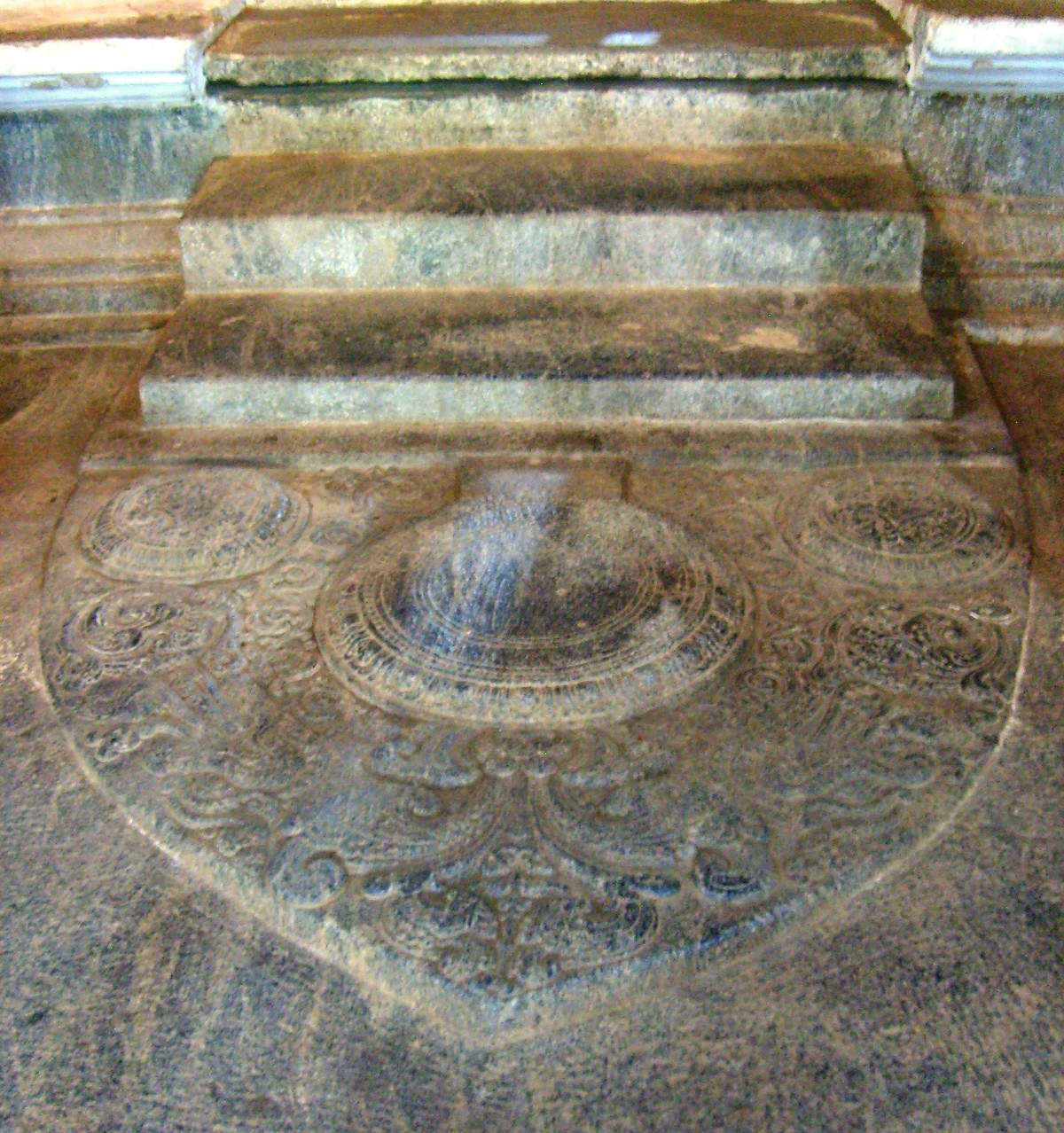
Sandakada pahana z okresu Kandy w Degaldoruwa Raja Maha Vihara

W okresie Królestw Gampoli i Kandy wygląd sandakada pahana przeszedł istotne zmiany. Zrezygnowano z koncentrycznych pasów, a kształt półokrągłej płyty kamiennej został przekształcony niemal w trójkąt. W centrum płyty wciąż znajdował się kwiat lotosu, otoczony misternym wzorem liyavel (pnącze).

## Symbolika
Sandakada Pahana jest charakterystycznym elementem architektury starożytnej Sri Lanki.
Historycy są zgodni, że rzeźbienia na sandakada pahanach niosą ze sobą głębokie znaczenie religijne. Najczęściej akceptowaną interpretację zaprezentował historyk Senarath Paranavithana. Według niego sandakada pahana symbolizuje cykl Saṃsāry, czyli nieustanny krąg narodzin, śmierci i odrodzenia. Wzór liyavel (pnącze) ma reprezentować ziemskie pragnienia (Taṇhā), podczas gdy kwiat lotosu symbolizuje osiągnięcie nirwany, czyli stanu ostatecznego wyzwolenia. Słoń, byk, lew i koń przedstawiają kolejno narodziny, starość, chorobę i śmierć. Zgodnie z legendą, w której łabędzie potrafią oddzielać mleko od mieszanki mleka i wody, łabędzie na sandakada pahana symbolizują zdolność rozróżniania dobra od zła.